# Hans-Heinrich Dieckhoff
Hans-Heinrich Dieckhoff (23 de diciembre de 1884 - 21 de marzo de 1952) fue un diplomático alemán.

## Biografía
Se unió al cuerpo diplomático en 1912. Durante la Primera Guerra Mundial estuvo destinado en la legación de Estambul. Entre 1922 y 1926 estuvo destinado en las embajadas de Washington D. C. y posteriormente, entre 1926 y 1930, lo estuvo en la embajada de Londres. En 1937 se convirtió en embajador en los Estados Unidos, en sustitución de Hans Luther. Dieckhoff redactó varios informes en los que ya advirtió a Berlín de la posibilidad de que Estados Unidos interviniera en una futura guerra en Europa. Cuñado de Joachim von Ribbentrop —ministro de asuntos exteriores—, este le retiró como embajador en Washington tras la Kristallnacht de noviembre de 1938.
En la primavera de 1943 fue nombrado embajador en España, presentando sus credenciales ante Franco el 30 de abril. Sustituía a Hans-Adolf von Moltke, que había fallecido recientemente. Durante su etapa hubo de hacer frente a un enfriamiento de las relaciones entre ambos países, así como varios conflictos como la Crisis del wolframio. A pesar de ello, Franco le remarcó su compromiso con Alemania y durante una entrevista el 3 de diciembre de 1943 le declaró que deseaba la victoria del Eje, porque el triunfo de los aliados «significaría su propia eliminación». El 2 de septiembre de 1944 realizó un viaje diplomático a Berlín aunque ya no volvería a regresar a España y la embajada de Madrid quedó a cargo del encargado de negocios Sigismund von Bibra.
Falleció el 21 de marzo de 1952.